# إيلين هيسكوك (لاعبة ألعاب قوى)
إيلين ماي هيسكوك والمشهورة لاحقًا باسم ويلسون (المولودة في بلاكهيث بلندن في 25 أغسطس 1909، والمُتوفاة في 3 سبتمبر 1958) هي لاعبة ألعاب قوى إنجليزية في سباقات المضمار والميدان لعبت باسم بريطانيا العظمى في الألعاب الأولمبية الصيفية لعام 1932 وفي الألعاب الأولمبية الصيفية لعام 1936.
كانت إيلين إلى جانب إثيل سكوت وآيفي ووكر وديزي ريدجلي عضوة في فريق التتابع البريطاني 4 × 100 متر الذي فاز بالميدالية الفضية في دورة الألعاب العالمية للسيدات عام 1930. وفازت بالميداليات البرونزية في سباقي 100 متر و200 متر في دورة الألعاب العالمية للسيدات عام 193.
كانت إيلين واحدة من خمس سيدات انضمن إلى جمعية الهواة الرياضية النسائية في دورة الألعاب الأولمبية الصيفية في لوس أنجلوس عام 1932 كأول لاعبة أولمبية بريطانية في أحداث ألعاب القوى، جنبًا إلى جنب مع إثيل جونسون، وجويندولين بورتر، ونيلي هالستيد، وفيوليت ويب البالغة من العمر سبعة عشر عامًا. أبحر الفريق لمدة خمسة أيام من ساوثهامبتون إلى كيبيك ثم سافروا مسافة 3000 ميل أخرى بالقطار قبل الوصول إلى لوس أنجلوس. وفازت في سباق التتابع 4 × 100 متر سيدات بالميدالية البرونزية مع زملائها في الفريق جويندولين بورتر وفيوليت ويب (التي حلت محل جونسون المصابة) ونيلي هالستيد. كما حلت في المركز الخامس في سباق 100 متر سيدات.
فازت نيللي في ألعاب الإمبراطورية عام 1934 بالميدالية الذهبية في مسابقة 100 ياردة وكذلك في مسابقة 220 ياردة. وكانت أيضًا عضوة في فريق التتابع الإنجليزي الذي فاز بالميدالية الذهبية في مسابقة التتابع 110-220-110 ياردة والميدالية الفضية في مسابقة التتابع 220-110-220-110 ياردة (مع هيسكوك، ونيلي هالستيد، وإثيل جونسون وآيفي ووكر).
فازت نيللي بالميدالية الفضية مع زملائها في الفريق فيوليت أولني وأودري براون وباربرا بيرك في سباق التتابع 4 × 100 متر، وخرجت في سباق 100 متر من الدور نصف النهائي.
تزوجت نيللي من جون ويلسون في عام 1936.

## روابط خارجية
- صورة إيلين هيسكوك، حفل الميدالية في برلين 1936 (إرث ليوشام الأولمبي)
- صورة إيلين هيسكوك (Athletic Cards.com)
- صور إيلين هيسكوك (غيتي إيماجز)